# Constituição do Partido Comunista da China
A Constituição do Partido Comunista da China possui 55 artigos e seu conteúdo descreve o programa do partido, bem como sua estrutura organizacional e simbolismo partidário.

## História
A constituição de 1945 do Partido Comunista da China (PCC) descrevia o Pensamento de Mao Zedong como a bússola de ação do partido.(p23) Ela também discute a democracia no contexto da Nova Democracia.(p22)
A constituição adotada em abril de 1969, durante o 9º Congresso Nacional do PCC, nomeou Lin Biao como o "íntimo camarada de armas e sucessor" de Mao Zedong.(p142)
A constituição atualmente em vigor foi adotada no 12º Congresso Nacional do PCC, em setembro de 1982. De acordo com a mudança das circunstâncias e das tarefas, revisões foram feitas em alguns artigos no 13º Congresso Nacional, em novembro de 1987, e no Programa Geral e em alguns artigos no 14º Congresso Nacional, em outubro de 1992. Algumas revisões adicionais no Programa Geral foram feitas no 16º Congresso Nacional do PCC, em novembro de 2002. A constituição pode ser emendada a cada cinco anos.
A revisão de 1992 da constituição destacou a importância da experimentação política, incorporando a linguagem de que o PCC “deve ousar experimentar novos métodos, [...] revisar novas experiências e resolver novos problemas, enriquecendo e desenvolvendo o marxismo na prática.”(p65)
O 16º Congresso Nacional do PCC, em novembro de 2002, incluiu a incorporação da teoria das Três Representações. No 18º Congresso Nacional do PCC, em novembro de 2012, foi incluído o conceito de civilização ecológica.(p1) O 19º Congresso Nacional do PCC, em outubro de 2017, ratificou emendas que incluíram a incorporação do Pensamento de Xi Jinping. Xi Jinping tornou-se, assim, o primeiro líder desde Deng Xiaoping a associar seu nome à ideologia do partido; a mudança levou diversos meios de comunicação internacionais a chamarem Xi de “o líder mais poderoso desde Mao.” A Iniciativa do Cinturão e Rota também foi adicionada à constituição do partido.(p58)
O 20º Congresso Nacional do PCC, em outubro de 2022, trouxe várias emendas à constituição do partido. As adições incluíram a oposição à independência de Taiwan, o desenvolvimento de um “espírito de luta” e o fortalecimento da capacidade de combate, bem como metas relacionadas a Xi, como a busca gradual da prosperidade comum, a promoção da modernização ao estilo chinês e o desenvolvimento de uma “democracia popular ao longo de todo o processo mais ampla, mais completa e mais robusta.” O status de Xi e do PCC foi ainda mais fortalecido com as emendas, com a constituição emendada nomeando o PCC como a “força suprema de liderança política.” Os Dois Sustentos também foram adicionados, consolidando assim o status de “núcleo” de Xi Jinping.

## Conteúdo
A constituição declara que o marxismo-leninismo e o Pensamento de Mao Zedong são a ideologia oficial do partido. Ela enfatiza o papel do partido na promoção da democracia socialista, no desenvolvimento e fortalecimento do sistema jurídico socialista e na consolidação da determinação pública para realizar o programa de modernização.
A constituição afirma que os interesses do povo e do partido estão acima dos interesses dos membros do partido.(p112) Também afirma que, em situações de emergência ou urgência, os membros são incentivados a contribuir com fundos especiais (como no caso do fundo especial para o sismo de Sujuão de 2008).(111–112)
Desde 1945, a constituição do partido define a visão do partido sobre o centralismo democrático como “centralismo baseado na democracia e democracia sob liderança centralizada.”(p23) O acadêmico Jean-Pierre Cabestan escreve que essa abordagem define e limita a democracia dentro do partido, indicando que a liderança central prevalece sobre o direito dos membros do partido de desafiar a liderança.(p23)